# Azoriás

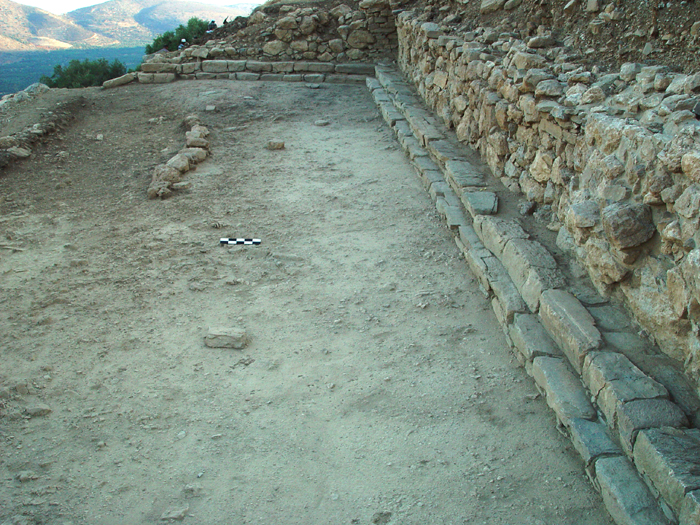
O "Edifício Cívico Monumental" visto de sul

Azoriás em grego: Αζοριάς ou Μουρί τ' Αζωργιά; romaniz.: Mourí t' Azōrgiá) ou Azoria é o sítio arqueológico situado numa colina de cume duplo com vista para o golfo de Mirabelo, na parte oriental da ilha de Creta, Grécia. O topónimo é aparentemente recente, pois não há registos epigráficos ou históricos do seu uso. O local encontra-se no município de Ierápetra, unidade regional de Lasíti, cerca de um quilómetro a sudeste da aldeia moderna de Cavúsi (em grego: Καβούσι; em inglês: Kavousi), 20 km a nordeste de Ierápetra e 27 km a sudeste de Ágios Nikolaos, a cerca de 365 metros de altitude, entre o istmo de Ierápetra e as serra de Siteía.

## História
Durante as escavações levadas a cabo pelo Projeto Azoria forma descobertos vestígios de uma cidade grega do Período Arcaico fundada c. 600 a.C., que sucedeu a um longo período de ocupação entre a Idade do Ferro primitiva ou Idade das Trevas grega (1200–700 a.C.) e o Período Arcaico primitivo ( ou Período Orientalizante). A cidade foi destruída por um incêndio no século V a.C., tendo sido reocupada numa escala limitada ca. 200 a.C. — possivelmente uma só torre no cume da acrópole meridional.

## Escavações
O sítio foi originalmente estudado pela arqueóloga americana Harriet Ann Boyd Hawes em 1900, no âmbito de uma extensa campanha de escavações levadas a cabo em Creta oriental pela Escola Americana de Estudos Clássicos de Atenas, que incluiu trabalhos nos sítios de Vronda, Castro, Tolo, Cefalolímno (Cordácia), Avgo, Escála e Escuriasmeno, situados a pouca distância de Azoriás. Boyd escavou um fosso no cimo do cume meridional de Azoriás, encontrando uma série intrigante de estruturas circulares por cima de um grande edifício retangular. Num artigo publicado em 1901, ela reporta ter encontrado cerâmica do "final do período micénico e do período geométrico inicial" associada aos níveis mais antigos do fosso, além de outros materiais que ela atribuiu aos períodos orientalizante e helenístico.

### Projeto Azoria
Os trabalhos das Escola Americana de Estudos Clássicos foram retomados no sítio em 2002, tendo começado por uma campanha de cinco anos, chamada Projeto Azoria. Estudando o crescimento do assentamento de Zoriás desde o final da Idade do Bronze até ao seu estabelecimento como centro regional na Idade do Ferro primitiva, o foco do projeto tem sido o estudo do centro urbano do século VI a.C.
Dois dos objetivos das escavações recentes têm sido a compreensão da história primitiva do sítio e explorar estratigraficamente as mudanças na forma do povoado na transição da Idade do Ferro primitiva (ou Idade das Trevas grega), Minoano Recente IIC (ca.  1550–1200 a.C.), períodos Geométrico Recente, e Orientalizante (700–600 a.C.) e Arcaico (600  500 a.C.) As escavações identificaram estratificação que mostram uma fase distinta da renovação arquitetónica que envolve mudanças significativas na forma como o assentamento foi usado e como os espaços público e privado eram organizados. Aparentemente esta transição ocorreu em algum momento do início do século VI a.C. Em depósitos das fundações de edifícios é difícil identificar material posterior a 600 a.C.}, o que sugere que as mudanças no assentamento tenham ocorrido no final do Período Orientalizante ca. (640  600 a.C.). Nessa fase de transição, há evidências de grandes transformações na paisagem do assentamento, da construção de edifícios monumentais e da reorganização tanto do espaço cívico como do doméstico, o que sugere a existência de planeamento urbano.
Os trabalhos atualmente a decorrer in situ é conduzido pelo Departamento de Estudos Clássicos da Universidade da Carolina do Norte em Chapel Hill e pelo Programa em Estudos Clássicos da Universidade do Estado de Iowa, com a colaboração do Institute for Aegean Prehistory Study Center for East Crete, sob os auspícios da Escola Americana de Estudos Clássicos de Atenas e o Eforado de Antiguidades Pré-históricas e Clássicas do Serviço de Arqueologia da Grego (Direção Geral de Antiguidades do Ministério da Cultura da Grécia).
As escavações do Projeto Azoria têm sido financiadas com subsídios do National Endowment for the Humanities, National Science Foundation, National Geographic Society, Loeb Classical Library Foundation, American Philosophical Society, Institute for Aegean Prehistory, and the Wenner-Gren Foundation for Anthropological Research.

## Vestígios arqueológicos

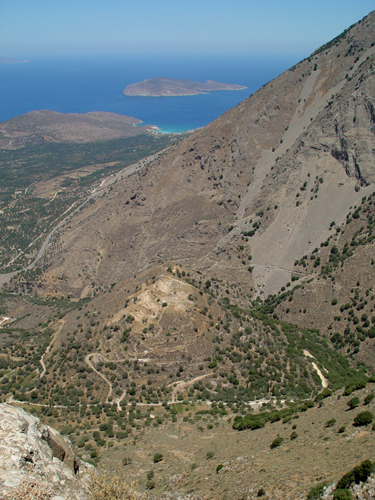
Vista aérea de Azoriás desde Castro; ao fundo: o golfo de Mirabelo e o ilhéu de Pseíra, onde existiu uma cidade minoica

Apesar do sítio ter uma longa história de uso — foi povoado no Neolítico Final, Idade do Bronze e Idade do Ferro Primitiva — os vestígios mais visíveis são as casas e edifícios comunais do Período Arcaico (600–500 a.C.) Os edifícios públicos deste último período estão aglomerados perto do cume, nas encostas ocidental e sul da acrópole sul, e cobrem uma área total de mais de 0,6 hectares. Todos revelaram sinais de destruição e abandono no início do século V a.C. Esta destruição marca o fim da vida da cidade. A reconstrução do Período Arcaico ampliou o assentamento até ao seu tamanho máximo (c. 15 ha), criou uma zona de edifícios comunais na parte alta da encosta ocidental da acrópole sul e formalizou aquilo que pode ser chamada arquitetura civil — geralmente espaços comunais supra-domésticos que acomodavam diversas atividades possíveis e configurações de grupos.
Entre os vestígios arcaicos há uma estrutura com várias divisões chamada a Communal Dining Building (tradução livre: "edifício do refeitório comunal"), que os arqueólogos interpretaram como um possível andreion (ὰνδρεῖον) — uma sala de jantar usada para sissítia (τὰ συσσίτια; tá syssítia), a messe comunal dos cidadãos masculinos organizados em hetérias (ἑταιρεία; étaireía) — e o Edifício Cívico Monumental, um grande salão com cerca de 200 metros quadrados de área interior, com um banco em escada construído contra as paredes no interior e um santuário anexo com duas divisões.
Ambos os edifícios tinham complexos de serviços adjacentes, com diversos divisões de armazenamento (com provisões de alimentos guardadas em pitos decorados e cozinhas equipadas com grandes fogões de lenha de pedras alinhadas. O edifício de serviço do edifício cívico monumental tinha também uma prensa de azeitonas (lagar de azeite) bem conservada, a mais antiga prensa de hastes ou de alavanca e pesos de que se conhece no pós-Idade do Bronze do Egeu. Não obstante ter sido reportada uma prensa de hastes em escavações na cidade grega de Clazómenas o lagar de azeite de Azoriás inclui uma bancada de prensagem, camas de prensagem, cavidades para hastes de madeira, um peso de lagar, uma esmagadeira rolante e bloco de trituração, uma bacia de captação, um pequeno trapetum mortarium (dispositivo para separar os caroços e óleo), uma bancada de cozinha e fogão de lenha, recipientes de separação de óleo e alguns restos de bagaço de azeitona (caroços de azeitonas esmagadas, recolhidas depois de serem moídas e prensadas, para serem usadas como combustível de fogões). No edifício foram encontrados vários potes com inscrições em grego, tanto talhadas como pintadas. Um achado interessante da sala do lagar é um aro de pitos com asas que foi reutilizado, com a inscrição eteocretense (ΞΡΤΑΚ).

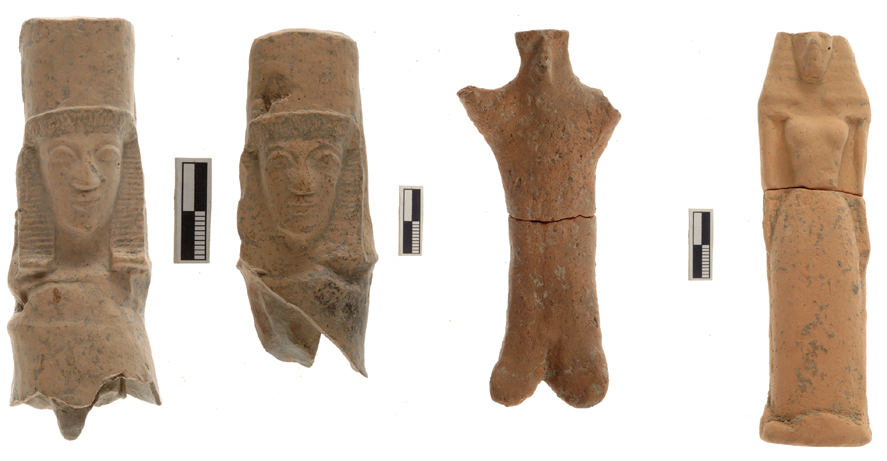
Figuras votivas em terracota encontradas em Azoriás

O refeitório comunal tinha pelo menos três divisões de armazenagem (com restos de uvas, azeitonas e cereais), três cozinhas e três salas de jantar (ainda existentes). O chão do edifício tem muitos restos de comida, bebida,  louça, uma bancada com grandes crateras (vasos) decorados e insígnias de bronze. Uma divisão separada tinha um altar com restos de alimentos queimados, evidentemente usado para sacrifícios ctónicos regulares. Tem sido discutido que nas cidades cretenses, as atividades dos simpósios domésticos ou privados, típicos do contexto ateniense arcaico teriam sido transformados em festividades comunais realizados fora do espaço doméstico, em espaços próprios segregados, como o andreion.
O santuário do Edifício Cívico Monumental está equipado com uma lareira curva e um altar onde foram encontradas várias estatuetas votivas femininas em terracota datadas estilisticamente dos séculos VIII e VII a.C., bancadas e recipientes votivos, além de oferendas de comida. Os achados da sala principal do edifício — articulações queimadas de pernas de ovelhas e cabras, grão-de-bico e legumes (descobertos guardados em potes colocados no chão); cernos de pedra (mesas de oferendas) talhadas no degrau superior da bancada; e o cerno de estilo minoico colocado com a face para baixo no cimo da bancada — indicam que foi usada para banquetes públicos e atividades culturais formais. Pode ter tido funções cerimoniais similares às associadas com os edifícios dos magistrados (pritaneus), frequentemente encontrados em cidades-estado gregas como as poleis vizinhas de Lato e Dreros.